# Racibórz Studzienna
Racibórz Studzienna (dawniej Ratibor Süd) – nieczynna stacja kolejowa położona w jednej z dzielnic Raciborza – Studziennej.

## Historia
Stacja powstała w 1885 roku i nosiła wtedy nazwę Ratibor Süd. Znajdowała się we wsi Studzienna w pobliżu Raciborza, która później została włączona do miasta. Obecnie stacja jest zamknięta dla ruchu pasażerskiego, odbywa się tylko transport towarowy. Przewozy pasażerskie zawieszono w kwietniu 2000 r. Na piętrze budynku znajduje się prywatne mieszkanie. Przy stacji znajduje się mijanka z torem głównym i bocznym a za nią tor postojowy i rozjazd kolejowy na linie kolejowe nr 177 łączącą Racibórz i Głubczyce i nieczynną linię nr 193 łączącą Studzienną z Krzanowicami Południowymi